# 兖州之战
兖州之战是汉末军阀曹操和吕布争夺兖州的战役。战事持续了百余日，胜负未分。

## 战役背景
192年，青州黄巾军余党入侵兖州，占领东平和任城。兖州刺史刘岱想进攻他们，被济北相鲍信谏止。刘岱不听鲍信警告，正面迎战黄巾军，最终败死。
此时，曹操的谋士陈宫劝说他夺取兖州作为扩张的根据地，并主动说服刘岱旧部归顺曹操。鲍信素与曹操为友，来到东郡请曹操出任兖州刺史。
曹操攻黄巾于寿张，但未能取胜。曹操改革军制，严正军令，激励将士。他认识到叛军靠劫掠养活自己，并没有稳定的补给线。因此，他突袭叛军，阻止其劫掠，取得最终胜利，迫使叛军北退。曹操追击叛军并再败叛军于济北。包括10万百姓在内的30万黄巾军投降曹操。曹操改编降卒，组建青州兵，并完善屯田制以使百姓能养活自己和军队。
193年，曹操父曹嵩被徐州牧陶谦部下张闿所杀。曹操为复仇攻打陶谦，扫荡其辖地，在徐州杀死包括百姓在内的数千人。陶谦退守郯城，曹操不能攻克，军队补给短缺后只得撤军。
次年，曹操再伐陶谦，攻陷琅琊、东海二郡的很多县。此时，曹操下属陈留太守张邈与率军留屯东郡的陈宫背叛曹操，协助吕布接手曹操的大本营兖州，以吕布为兖州牧。曹操将领徐翕、毛晖也叛变。曹操决定放弃讨伐陶谦，回师复夺兖州。

## 战役
吕布击破曹操留下屯守濮阳的东郡太守夏侯惇，夺得曹操辎重。曹操因为出兵在外，守军较少，兖州各城督将大吏多响应吕布，夏侯惇诛杀谋叛者数十人，才安定下来。
曹操军和吕布军僵持至少一百天，曹军处于劣势。曹操谋士荀彧和程昱守御兖州治所鄄城及范县、东阿，只有两城防御坚固，于是曹操决定回军。当时程昱对曹操说“能战之士，不下万人”。
豫州刺史郭贡率数万兵来到鄄城下，荀彧要亲自出城见面，夏侯惇加以劝阻，但荀彧认为郭贡与吕布、张邈等人素不相识，交情不深，此次来袭必定是计谋未定，趁著计谋未定说服他，就算是不为自己所用，也可使他中立，若先猜疑他，必激怒他定计与吕布合作。于是荀彧亲身赴见，郭贡看到荀彧毫无惧意，也认为鄄城不容易攻取，便引兵离去。
因有吕布降卒告知陈宫想夺取东阿县，程昱派骑兵驻守仓亭津，陈宫到东武阳后因而不能渡河。吕布又派氾嶷取范县，范县令靳允虽然母亲、弟弟和妻子儿女都被吕布所获，却在程昱劝说下伏兵刺杀氾嶷，勒兵守城。东阿令枣祗也以兵守城。吕布杀至，围鄄城，不能取胜，遂西进屯濮阳。曹操遣李回乘氏慰劳诸县，吕布别驾薛兰、治中李封招降他，李乾不听，他们就杀了李乾。
曹操盟友袁绍出兵，夺取了陈宫控制的东郡。
后曹操围吕布于濮阳，因作战不利，求救于袁绍。袁绍出于同情，派五千兵相助。最初支持吕布的濮阳大户田氏转而效忠曹操，使曹军入城。呂布先令騎兵衝散曹軍，再放火，曹操落荒而逃，後坠马，左手掌被烧伤，被司马楼异扶上马得救。青州兵惊慌奔逃，曹军阵形完全散乱。吕布的一些骑手抓住了曹操却不知其身份。曹操看见一人骑黄马，便诈称此人为曹操，吕布的骑手便撇下他去追骑黄马者。曹操冲出着火的东门，逃离濮阳。因曹军众将未见主公，担心其安危，曹军在进寨前暂停了。曹操竭力振奋部属士气，下令立即准备围城器械，以再次围攻吕布。
九月，蝗灾爆发，饿死多人，还出现了人相食的局面。吕布也用尽了储备、马料和谷物，双方都只得撤军。袁绍再次出兵在濮阳打败吕布，吕布逃到乘氏，被当地人李进所败，向东进屯山阳。十月，曹操去东阿找枣祗寻求粮食，但在出身东阿的程昱搜刮下也只得到三天的粮食，其中还夹杂着人肉。当年一斛谷物卖到五十余万钱，曹操因极度缺粮甚至开始裁减新招募的军队。袁绍趁机游说曹操迁家人到邺城居住（作为人质），亦答应与其连和。曹操想答应，被程昱劝止。最后曹操调走夏侯惇，将东郡让给袁绍换取援助，袁绍任青州刺史臧洪为东郡太守。同年，陶谦去世，刘备继任。
兴平二年（195年）春，曹操得到袁绍粮草援助，夏天芒种时节，袁绍和曹操在兖州的军队已近十万之众。曹操想趁机进攻徐州回头再攻打吕布，但被荀彧劝止。曹操听取荀彧建议向东进攻陈宫让陈宫不敢西进，期间寻机勒兵收麦，并派李乾子李整率李乾的军队随诸将进攻定陶，在巨野斩杀薛兰、李封。吕布与陈宫率万余人来战，曹操兵少，设伏用奇兵大破之，收复定陶等兖州全境。吕布趁夜东逃，投靠刘备。
张邈跟随吕布，留下弟弟广陵太守张超照看在雍丘的家眷。八月，曹操围攻雍丘。臧洪曾任张超功曹，虽然袁绍和曹操联合，但张超说臧洪必来救自己。臧洪果然光脚大哭要率军去救援，又向袁绍请求增兵，遭拒。十月，曹操被拜为兖州牧。曹操围雍丘数月，十二月破城，张超自杀，曹操夷张氏三族。张邈求助袁术途中被部卒所杀。徐翕、毛晖投靠徐州豪强臧霸。

## 后果
因袁绍不救张超致其灭族，臧洪与袁绍决裂，袁绍攻打臧洪，历时一年将其擒杀，也因此失去了迎天子的机会，汉献帝因而为曹操所掌控。
195年，吕布背叛了在徐州为他提供庇护的刘备，导致了随后199年曹操、刘备的联军在徐州对吕布发动进攻的下邳之战。吕布战败后被曹操下令处决。

## 演义
罗贯中的历史小说《三国演义》也提及了兖州之战的战况，佔兩個篇幅（〈第十一回〉和〈第十二回〉），描述如下：

### 曹操初败
在第一场遭遇战中，吕布部将臧霸、张辽与曹操部将乐进、夏侯惇交锋。吕布不耐烦地拿着方天画戟冲锋上前。夏侯惇和乐进逃走；吕布持续进攻，曹操被迫后撤三四十里扎营。
次日，曹操从四面袭击高顺、魏续和侯成把守的吕布营寨，吕布军伤亡惨重。曹操入寨，遭遇高顺。时已四更，天将破晓，曹操听闻吕布亲自率军从西面杀来援助高顺，就弃寨而走。呂布率高顺、魏续、侯成追击曹操败军。曹操派于禁和乐进阻拦，未果。曹操向北进军时，又陷入张辽和臧霸的伏击。曹操派吕虔和曹洪迎敌，也战败了。曹操向西逃，又遭遇呂布部将郝萌、曹性、成廉、宋宪。曹操危急之际呼救，典韦来助。曹操得以逃回本寨。
一次曹操攻吕布的濮阳时，杀入城中，发现中计了。陈宫设下圈套，堵住了曹操的退路。张辽、臧霸率军从东西两面进攻曹操。曹操向北门逃奔，被曹性、郝萌阻截，转向南门，又遇到高顺、侯成。典韦、李典、乐进在敌军中冲杀寻找主公。曹操与典韦会合后再次冲奔北门，正撞见寻找曹操的吕布。但吕布误认他人为曹操并追杀之，使曹操得以在典韦和夏侯渊保护下从北门逃离。

### 战局逆转
曹操濮阳战败的次日，吕布听闻曹操在五更时分被火烧伤致死。他立即聚集军马经马陵进攻敌营。在经过山道时，战鼓响，曹军伏兵四起。吕布死战得脱，回濮阳，坚守不出。
曹操下次攻吕布时，以夏侯惇、夏侯渊、李典、乐进、吕虔、于禁六将为主将。吕布独自出城迎战，遭到围攻，被迫撤回。但濮阳大户田氏背叛吕布，倒向曹操。田氏关闭城门，不让吕布入城，吕布只得逃走。陈宫从东门带吕布家眷逃出，后与吕布会合。曹操复夺濮阳。
吕布在定陶寻求张邈、张超庇护。吕布出城哨探曹营，见曹营接近密林，担心有伏兵而撤退。后他决定放火逼出曹军，但惊讶地发现林中没出现一个士兵。吕布听见敌军的战鼓声，寨后杀出一支军队，吕布前去迎战。夏侯惇、夏侯渊、典韦、许褚、李典、乐进率曹军攻击吕布。吕布溃败，所部三分之二被杀。吕布部将成廉也被射死。吕布残部回报陈宫，陈宫和高顺聚集吕布所部弃定陶而走。张超自杀，张邈投奔袁术。当吕布后来重聚人马时，兖州东北已被曹操所得。
吕布并未被吓倒，在陈宫建议下想再次效力袁绍。袁绍却派颜良率军五万攻吕布。吕布无力与袁绍周旋，逃往徐州投刘备，受到刘备的热情欢迎。

## 当代引用
光荣游戏真·三國無雙4有兖州之战剧本。在真·三国无双6中，此战为“徐州之战”的一部分，有吕布攻打曹操主营剧情。此战不可与应对黄巾余党的“兖州之战”混淆。
另外，三國志曹操傳也依演義情節設計了濮陽之戰（一共三關）的關卡。